# Rhythm and blues latino
El R&B latino (también conocido como R&B español) es un estilo de R&B que se originó en América Latina y los Estados Unidos. Es un subgénero musical del R&B contemporáneo estadounidense y del soul latino que también toma influencia del dancehall. El género comenzó a ganar popularidad a finales de la década de 2010 y desde entonces se ha extendido por toda América Latina.

## Características
Las voces incluyen mayoritariamente canto y ocasionalmente rap, en español. Las letras del R&B latino suelen tratar sobre tristeza, desamor y sexo. 

## Historia
El R&B latino puede tener sus raíces en canciones de Pop latino con el R&B estadounidense y la una nueva influencia del jack swing, como la canción de Selena/Barrio Boyzz «Donde Quiera Que Estés» lanzada en 1994.
Según la revista Rolling Stone, los sencillos en español de Álex Rose, Rauw Alejandro y Paloma Mami, que toman del R&B, llegaron a una audiencia global.
En América Latina, el género se popularizó con «Toda» de Álex Rose, «Pa Mí» y «Cuaderno» de Dalex, y sobre todo «Otro Trago» de Sech, que alcanzó el número uno en España, Argentina, Colombia y México. En los Estados Unidos, «Otro trago» alcanzó la cima de la lista Billboard Hot Latin Songs y alcanzó el puesto número 34 en el Hot 100.